# La Rinconada (Peru)
La Rinconada é uma cidade localizada nos Andes peruanos, próxima a uma mina de ouro. É considerada a cidade a maior altitude em todo o mundo, com um valor médio de 5100 m.

## Geografia
A cidade está localizada no Distrito de Ananea, Província de San Antonio de Putina, região de Puno, a uma altitude média de 5100 metros acima do nível do mar, segundo uma edição de maio de 2003 da revista National Geographic.

### População
A população local cresceu 235% entre 2001 e 2009, contando com cerca de 30 000 habitantes.

### Economia e infraestrutura
A economia é baseada principalmente na extração de ouro da mina situada nas proximidades da cidade.
Muitos mineiros trabalham na mina pertencente a uma empresa chamada Corporación Ananea. Sob um sistema de trabalho conhecido como cachorreo, eles trabalham por 30 dias sem pagamento algum. No 31° dia, os mineiros podem obter todo o minério que eles puderem carregar sobre seus ombros. Se algum minério contiver qualquer quantidade de ouro, será questão de sorte.

### Problemas sociais e ambientais
A cidade não possui saneamento básico. Apesar de não ter sistemas de esgoto, há uma significativa contaminação por mercúrio devido às atividades de extrativismo mineral.

### Clima
Situada nos Andes, La Rinconada tem um incomum clima de tundra alpina (ET, de acordo com a classificação climática de Köppen-Geiger). A cidade conta com verões úmidos e invernos secos, com temperaturas frias durante todo o ano, com nevadas frequentes. A temperatura média anual de La Rinconada é de 1,3 °C e a precipitação média anual é de 707 mm.
| Dados climáticos para La Rinconada | Dados climáticos para La Rinconada | Dados climáticos para La Rinconada | Dados climáticos para La Rinconada | Dados climáticos para La Rinconada | Dados climáticos para La Rinconada | Dados climáticos para La Rinconada | Dados climáticos para La Rinconada | Dados climáticos para La Rinconada | Dados climáticos para La Rinconada | Dados climáticos para La Rinconada | Dados climáticos para La Rinconada | Dados climáticos para La Rinconada | Dados climáticos para La Rinconada |
| Mês                                | Jan                                | Fev                                | Mar                                | Abr                                | Mai                                | Jun                                | Jul                                | Ago                                | Set                                | Out                                | Nov                                | Dez                                | Ano                                |
| ---------------------------------- | ---------------------------------- | ---------------------------------- | ---------------------------------- | ---------------------------------- | ---------------------------------- | ---------------------------------- | ---------------------------------- | ---------------------------------- | ---------------------------------- | ---------------------------------- | ---------------------------------- | ---------------------------------- | ---------------------------------- |
| Média alta °C (°F)                 | 8.3 (46.9)                         | 7.7 (45.9)                         | 8.0 (46.4)                         | 8.6 (47.5)                         | 8.5 (47.3)                         | 8.2 (46.8)                         | 8.2 (46.8)                         | 9.6 (49.3)                         | 9.6 (49.3)                         | 11.0 (51.8)                        | 10.3 (50.5)                        | 8.7 (47.7)                         | 8.89 (48.02)                       |
| Média diária °C (°F)               | 2.6 (36.7)                         | 2.5 (36.5)                         | 2.4 (36.3)                         | 1.7 (35.1)                         | 0.5 (32.9)                         | −1.7 (28.9)                        | −1.5 (29.3)                        | −0.4 (31.3)                        | 1.3 (34.3)                         | 2.5 (36.5)                         | 2.4 (36.3)                         | 2.7 (36.9)                         | 1.25 (34.25)                       |
| Média baixa °C (°F)                | −3.1 (26.4)                        | −2.6 (27.3)                        | −3.2 (26.2)                        | −5.1 (22.8)                        | −7.5 (18.5)                        | −11.6 (11.1)                       | −11.2 (11.8)                       | −10.3 (13.5)                       | −7.0 (19.4)                        | −5.9 (21.4)                        | −5.5 (22.1)                        | −3.3 (26.1)                        | −6.36 (20.55)                      |
| Média precipitação mm (pol.)       | 135 (5.31)                         | 113 (4.45)                         | 106 (4.17)                         | 50 (1.97)                          | 19 (0.75)                          | 7 (0.28)                           | 6 (0.24)                           | 15 (0.59)                          | 34 (1.34)                          | 51 (2.01)                          | 67 (2.64)                          | 104 (4.09)                         | 707 (27.84)                        |
| Fonte: Climate-data.org            |                                    |                                    |                                    |                                    |                                    |                                    |                                    |                                    |                                    |                                    |                                    |                                    |                                    |